# Sandra Swierczewska
Sandra Swierczewska (ur. 21 sierpnia 1988 w Krakowie) – austriacka pływaczka. Specjalizuje się w stylu klasycznym i zmiennym, czołowa pływaczka reprezentacji Austrii. Jej koronnym dystansem jest 200 m stylem klasycznym. Sandra jest wielokrotną mistrzynią Austrii na tym dystansie. Reprezentuje barwy SC Austrii Wiedeń.
Sandra jest córką Marka Świerczewskiego, byłego reprezentanta Polski w piłce nożnej.